# Asociación de Exalumnos Salesianos
La Agrupación de Antiguos Alumnos Salesianos de Don Bosco o Antiguos Alumnos de Don Bosco es una agrupación perteneciente a la Familia Salesiana y fue fundada legalmente por el sacerdote salesiano Felipe Rinaldi en 1908. El movimiento de exalumnos de Don Bosco se funda carismáticamente cuando el 24 de junio de 1870 el señor Carlo Gastini, uno de los primeros alumnos del Oratorio de San Francisco de Sales y en compañía de otros visitaron a Don Bosco para rendirle un homenaje de agradecimiento. Posteriormente el padre Felice Reviglio se encargó de buscar a los exalumnos de Don Bosco y en Italia se conformaron varias agrupaciones.

## Organización
Los exalumnos salesianos se definen a sí mismos como una organización civil no eclesial inspirada en el carisma de Don Bosco. La Confederación tiene la sede en Roma, en la Casa General de los Salesianos de Don Bosco y se divide de manera mundial en diferentes niveles locales, regionales y nacionales a manera de federaciones.
Las personas que tienen el derecho de hacerse miembros de cualquier asociación de exalumnos salesianos son aquellas que son de hecho exalumnos de un oratorio salesiano, un colegio salesiano o cualquier otro centro en donde el joven se haya hecho consciente de los valores del Sistema Preventivo Salesiano y los quiera vivir como estilo de vida asociado a cualquier tipo de organización como exalumno de Don Bosco.
El rector mayor de los salesianos, como sucesor de Don Bosco, es considerado el centro de la unidad de la Familia Salesiana.

## Objetivos
Los exalumnos de Don Bosco, como miembros activos de cualquier tipo de asociación reconocida como tal tienen como objetivo la profundización del sistema preventivo salesiano, especialmente en lo que tiene que ver con los valores y la defensa del valor de la familia, la sociedad y la persona. Los miembros como exalumnos del Apóstol de la Juventud, tienen el deber de velar a su vez por el bien de otros jóvenes y colaboran sea en centros salesianos y misioneros o con iniciativas de sus asociaciones en respuesta a emergencias sociales juveniles específicas en donde los salesianos no pueden estar presentes.